# Mistrzostwa Europy w Badmintonie 2014
24. Mistrzostwa Europy w badmintonie odbyły się w dniach 23 - 27 kwietnia 2014 roku w centrum gimnastyki w Kazaniu.

## Końcowa klasyfikacja medalowa
| Miejsce | Państwo   | Złoto | Srebro | Brąz | Razem |
| ------- | --------- | ----- | ------ | ---- | ----- |
| 1       | Dania     | 3     | 4      | 3    | 10    |
| 2       | Rosja     | 1     | 0      | 1    | 2     |
| 3       | Hiszpania | 1     | 0      | 0    | 1     |
| 4       | Anglia    | 0     | 1      | 1    | 2     |
| 5       | Holandia  | 0     | 0      | 2    | 2     |
| 6       | Bułgaria  | 0     | 0      | 1    | 1     |
| 6       | Niemcy    | 0     | 0      | 1    | 1     |
| 6       | Szkocja   | 0     | 0      | 1    | 1     |
| 6       | Turcja    | 0     | 0      | 1    | 1     |

## Medaliści
| Konkurencja:                      | Złoto:                                  | Srebro:                                  | Brąz:                                                              |
| gra pojedyncza mężczyzn szczegóły | Jan Ø. Jørgensen                        | Rajiv Ouseph                             | Viktor Axelsen Władimir Iwanow                                     |
| gra pojedyncza kobiet szczegóły   | Carolina Marín                          | Anna Thea Madsen                         | Karin Schnaase Özge Bayrak                                         |
| gra podwójna mężczyzn szczegóły   | Władimir Iwanow Iwan Sozonow            | Mads Conrad-Petersen Mads Pieler Kolding | Mathias Boe Carsten Mogensen Chris Adcock Andrew Ellis             |
| gra podwójna kobiet szczegóły     | Christinna Pedersen Kamilla Rytter Juhl | Line Damkjaer Kruse Marie Roepke         | Imogen Bankier Petja Nedełczewa Eefje Muskens Selena Piek          |
| gra mieszana szczegóły            | Joachim Fischer Christinna Pedersen     | Mads Pieler Kolding Kamilla Rytter Juhl  | Jorrit De Ruiter Samantha Barning Anders Kristiansen Julie Houmann |